# Еріх Гофманн
Еріх Гофманн (нім. Erich Hofmann; 30 вересня 1889, Відень — 8 вересня 1961, Целль-ам-Зе) — австрійський і німецький офіцер, генерал-лейтенант вермахту. Кавалер Німецького хреста в золоті.

## Біографія
18 серпня 1909 року поступив на службу в австро-угорську армію. Учасник Першої світової війни. Після війни залишений у австрійській армії. Після аншлюсу 15 березня 1938 року автоматично перейшов у вермахт. З 1 квітня 1938 року — начальник оперативного відділу генштабу 18-го армійського корпусу. З 15 жовтня 1939 року — командир 2-го батальйону 270-го піхотного полку. З 9 грудня 1939 року — командир 352-го піхотного полку. З 18 липня 1941 року — комендант 241-ї польової комендатури, з 1 вересня 1941 року — місцевий комендант Плескау. З 31 грудня 1942 року — командир 207-ї дивізії охорони. З листопада 1943 року — бойовий комендант Нарви і Пейпуса. 28 квітня 1944 року відправлений у резерв ОКГ і відряджений до групи армій «Північ» для використання в якості командира дивізії. З 20 червня 1944 року — командир 93-ї піхотної дивізії. З 27 липня 1944 року — командир 560-ї піхотної дивізії, з 9 жовтня 1944 року — 560-ї фольксгренадерської дивізії. 10 листопада 1944 року відправлений у резерв ОКГ. 1 серпня 1945 року взятий в полон. В 1947 році звільнений.

## Звання
- Фенріх (18 серпня 1909)
- Лейтенант (1 травня 1912)
- Обер-лейтенант (1 січня 1915)
- Гауптман (1 листопада 1918)
- Титулярний майор (9 липня 1921)
- Штабс-гауптман (1 березня 1923)
- Майор (21 січня 1928)
- Оберст-лейтенант (19 січня 1936)
- Оберст (1 лютого 1939)
- Генерал-майор (1 вересня 1941)
- Генерал-лейтенант (1 вересня 1943)

## Нагороди
- Хрест «За військові заслуги» (Австро-Угорщина) 3-го класу з військовою відзнакою і мечами
- Військовий Хрест Карла
- Медаль «За поранення» (Австро-Угорщина) з однією смугою
- Пам'ятна військова медаль (Австрія) з мечами
- Хрест «За вислугу років» (Австрія) 2-го класу для офіцерів (25 років)
- Пам'ятна військова медаль (Угорщина) з мечами
- Хрест «За військові заслуги» (Австрія) 3-го класу (20 листопада 1937)
- Почесний хрест ветерана війни з мечами
- Медаль «За вислугу років у Вермахті» 4-го, 3-го, 2-го і 1-го класу (25 років)
- Нагрудний знак «За поранення» в чорному
- Залізний хрест 2-го і 1-го класу
- Медаль «За зимову кампанію на Сході 1941/42»
- Німецький хрест в золоті (9 червня 1943)